# Разум и чувства (телесериал, 1981)
«Ра́зум и чу́вства» (англ. Sense and Sensibility) — телевизионный 7-серийный сериал производства BBC по мотивам романа «Чувство и чувствительность» Джейн Остин, вышедший в 1981 году в Великобритании.
«Разум и чувства» — это история двух сестёр, пытающихся найти счастье в скрытном английском обществе XVIII столетия. Элинор дисциплинированная, сдержанная и здравомыслящая девушка, которая олицетворяет разум. Искренняя, страстная, эмоциональная натура средней сестры Марианны представляет чувства. Пленённая уже обручённым молодым человеком, старшая сестра безмолвно выносит все страдания, тем самым уберегая свою семью от скандала. Марианна же наслаждается обществом проворного негодяя, который разбивает ей сердце и приводит к крушению надежд. Через свои отношения с мужчинами и друг с другом, девушки осознают, что лишь баланс разума и чувств и даёт ощущение счастья.

## В ролях
- Ирен Ричард — Элинор Дэшвуд
- Трейси Чайлдс[англ.] — Марианна Дэшвуд
- Диана Фэйрфакс — миссис Дэшвуд
- Боско Хоган[англ.] — Эдвард Феррарс
- Питер Вудворд[англ.] — Джон Уиллоуби
- Роберт Сванн — полковник Кристофер Брэндон
- Дональд Дуглас[англ.] — сэр Джон Миддлтон
- Марджори Бланд — леди Миддлтон
- Хэтти Бейнс[англ.] — Шарлотта Палмер
- Энни Леон — миссис Дженнингс
- Пиппа Спаркс — Энн Стил
- Джулия Чамберс[англ.] — Люси Стил
- Питер Гейл — Джон Дэшвуд
- Аманда Боксер[англ.] — Фанни Дэшвуд
- Филип Боуэн[англ.] — Роберт Феррарс
- Марго Ван де Бург — миссис Феррарс